# ベイFC
ベイFC（英語 : Bay FC、正式名称：Bay Football Club）はアメリカ合衆国・カリフォルニア州サンノゼを本拠地とするプロフェッショナルの女子サッカークラブである。2024年よりナショナル・ウィメンズ・サッカーリーグ（NWSL）所属。ホームスタジアムはPayPalパーク。

## 歴史
サンフランシスコ・ベイエリアにはもともと女子プロサッカークラブは、アメリカ女子サッカーリーグ（WUSA）のサンノゼ・サイバーレイズと、アメリカ女子プロサッカー（WPS）のFCゴールド・プライドの2チームがあった。
元サッカーアメリカ合衆国女子代表のブランディ・チャスティン、レスリー・オズボーン、ダニエル・スレイトン、アリー・ワグナーがサンフランシスコ・ベイエリアにNWSLチームを創設するというグループを結成。2020年に開始したこの動きは多くの人々を巻き込み、他の大都市と競合する動きとなった。
2023年4月に、2024年の拡大チームのひとつにベイエリアのチームを決定。同年9月にアルベルティン・モントーヤが監督として決定。

## スタジアム
- PayPalパーク：メジャーリーグサッカー（MLS）のサンノゼ・アースクエイクスの本拠地、サッカー専用スタジアム。

## シーズン別成績
| 年   | NWSLレギュラーシーズン | NWSLレギュラーシーズン | NWSLレギュラーシーズン | NWSLレギュラーシーズン | NWSLレギュラーシーズン | NWSLレギュラーシーズン | NWSLレギュラーシーズン | NWSLレギュラーシーズン | プレーオフ   | NWSL チャレンジカップ | ヘッドコーチ               |
| 年   | 試合数                 | 勝                     | 分                     | 敗                     | 得点                   | 失点                   | 勝ち点                 | 順位                   | プレーオフ   | NWSL チャレンジカップ | ヘッドコーチ               |
| ---- | ---------------------- | ---------------------- | ---------------------- | ---------------------- | ---------------------- | ---------------------- | ---------------------- | ---------------------- | ------------ | --------------------- | -------------------------- |
| 2024 | 26                     | 11                     | 1                      | 14                     | 31                     | 41                     | 34                     | 7位                    | 準々決勝敗退 | －                    | アルベルティン・モントーヤ |
| 2025 |                        |                        |                        |                        |                        |                        |                        |                        |              |                       | アルベルティン・モントーヤ |

## 選手

### 現所属メンバー
2025年2月28日現在
注：選手の国籍表記はFIFAの定めた代表資格ルールに基づく。
| No. | Pos. |                | 選手名                     |
| --- | ---- | -------------- | -------------------------- |
| 1   | GK   | アメリカ合衆国 | メリッサ・ローダー         |
| 2   | DF   | アメリカ合衆国 | ジョーダン・ブリュースター |
| 3   | DF   | アメリカ合衆国 | カプリス・ダイダスコ       |
| 4   | DF   | アメリカ合衆国 | エミリー・メンゲス         |
| 5   | FW   | アメリカ合衆国 | カーリー・レマ             |
| 7   | MF   | アメリカ合衆国 | テイラー・ハフ             |
| 8   | FW   | ナイジェリア   | アシサト・オショアラ       |
| 9   | FW   | ザンビア       | レイチェル・クンダナンジ   |
| 11  | MF   | アメリカ合衆国 | ケリー・ハブリー           |
| 12  | FW   | アメリカ合衆国 | テス・ボード               |
| 13  | DF   | アメリカ合衆国 | アビー・ダルケンパー       |
| 14  | MF   | アメリカ合衆国 | ジェイミー・シェパード     |
| 15  | MF   | アメリカ合衆国 | キャロライン・コンティ     |

| No. | Pos. |                | 選手名                     |
| --- | ---- | -------------- | -------------------------- |
| 16  | DF   | アメリカ合衆国 | ジョーダン・ブリュースター |
| 18  | MF   | アメリカ合衆国 | ジョエル・アンダーソン     |
| 19  | MF   | アメリカ合衆国 | ドリアン・ベイリー         |
| 20  | DF   | アメリカ合衆国 | アリッサ・マロンソン       |
| 21  | FW   | アメリカ合衆国 | レイチェル・ヒル           |
| 23  | DF   | アメリカ合衆国 | キキ・ピケット             |
| 24  | DF   | アメリカ合衆国 | マディ・モロー             |
| 29  | GK   | アメリカ合衆国 | ジョーダン・シルコウィッツ |
| 32  | GK   | アメリカ合衆国 | エミー・アレン             |
| 41  | MF   | アメリカ合衆国 | ハンナ・ビバー             |
| 55  | FW   | アメリカ合衆国 | ペネロペ・ホッキング       |
| 71  | FW   | ガーナ         | プリンセス・マーフォ       |